# Wygoda (Korsze)
Wygoda (deutsch Heinriettenhof) ist ein kleiner Ort in der polnischen Woiwodschaft Ermland-Masuren und gehört zur Gmina Korsze (Stadt- und Landgemeinde Korschen) im Powiat Kętrzyński (Kreis Rastenburg).

## Geographische Lage
Wygoda liegt in der nördlichen Mitte der Woiwodschaft Ermland-Masuren, 17 Kilometer westlich der Kreisstadt Kętrzyn (deutsch Rastenburg).

## Geschichte
Eine Försterei, umgeben von kleinen Gehöften, bestimmte das Aussehen der kleinen Landgemeinde Heinriettenhof vor 1945. Im Jahre 1874 wurde sie in den neu errichteten Amtsbezirk Langheim (polnisch Łankiejmy) eingegliedert. Dieser gehörte bis 1945 zum Kreis Rastenburg im Regierungsbezirk Königsberg in der preußischen Provinz Ostpreußen. Im Jahre 1910 zählte Heinriettenhof 34 Einwohner.
Am 30. September 1928 gab die Landgemeinde Heinriettenhof ihre Eigenständigkeit auf und schloss sich mit dem benachbarten Gutsbezirk Wendehnen (polnisch Wandany) zur neuen Landgemeinde Wendehnen zusammen.
In Kriegsfolge kam 1945 das gesamte südliche Ostpreußen zu Polen. Mit ihm auch Heinriettenhof, das nun die polnische Namensform „Wygoda“ erhielt. Es ist heute ein Weiler (polnisch Przysiółek) und in das Dorf Suśnik (Sußnick) einbezogen („wsi Suśnik“) und somit eine Ortschaft im Verbund der Stadt- und Landgemeinde Korsze (Korschen) im Powiat Kętrzyński (Kreis Rastenburg), bis 1998 der Woiwodschaft Olsztyn, seither der Woiwodschaft Ermland-Masuren zugehörig.

## Kirche
Heinriettenhof war bis 1945 in die evangelische Kirche Langheim in der Kirchenprovinz Ostpreußen der Kirche der Altpreußischen Union sowie in die katholische Kirche Korschen (polnisch Korsze) im Bistum Ermland eingepfarrt.
Heute gehört Wygoda katholischerseits zur Kirche Wandany (deutsch Wendehnen), einer Filialkirche der Pfarrei Łankiejmy (Langheim) im jetzigen Erzbistum Ermland, evangelischerseits zur Pfarrei Kętrzyn (Rastenburg) mit der Filialgemeinde Bartoszyce (Bartenstein) in der Diözese Masuren der Evangelisch-Augsburgischen Kirche in Polen.

## Verkehr
Nach Wygoda führt heute von Wandany (Wendehnen) aus eine Nebenstraße. Eine Anbindung an den Bahnverkehr besteht nicht.

## Persönlichkeiten
- Joseph Klinke (1861–1932), deutscher Geistlicher und Politiker